# Ореструп, Эмиль
Карл Людвиг Эмиль Ореструп (дат. Carl Ludvig Emil Aarestrup; 4 декабря 1800, Копенгаген — 21 июля 1856, Оденсе) — датский поэт-лирик. Не признанный в своё время, ныне считается одним из самых значительных датских поэтов.

## Биография
Работая врачом, занимался поэзией в свободное время. При его жизни была издана лишь одна книга («Поэмы», 1838), которая была проигнорирована как критиками, так и читателями. Второй его сборник («Посмертные поэмы») был издан в 1863 году.

## Творчество
Его произведения несут следы влияния Эленшлегера, Гейне и Мура и отличаются эротической направленностью. Менее известны его политические поэмы, которые отражают его либеральные симпатии.